# Sigismund Rudolph von Berge und Herrendorf
Sigismund Rudolph von Berge und Herrendorf (auch vom Berge und Herrendorff; geb. 17. April 1720 in Leschkowitz (Schlesien); gest. 4. Februar 1798 in Ober-Herrendorf) war ein preußischer Landrat und Landschaftsdirektor.

## Leben

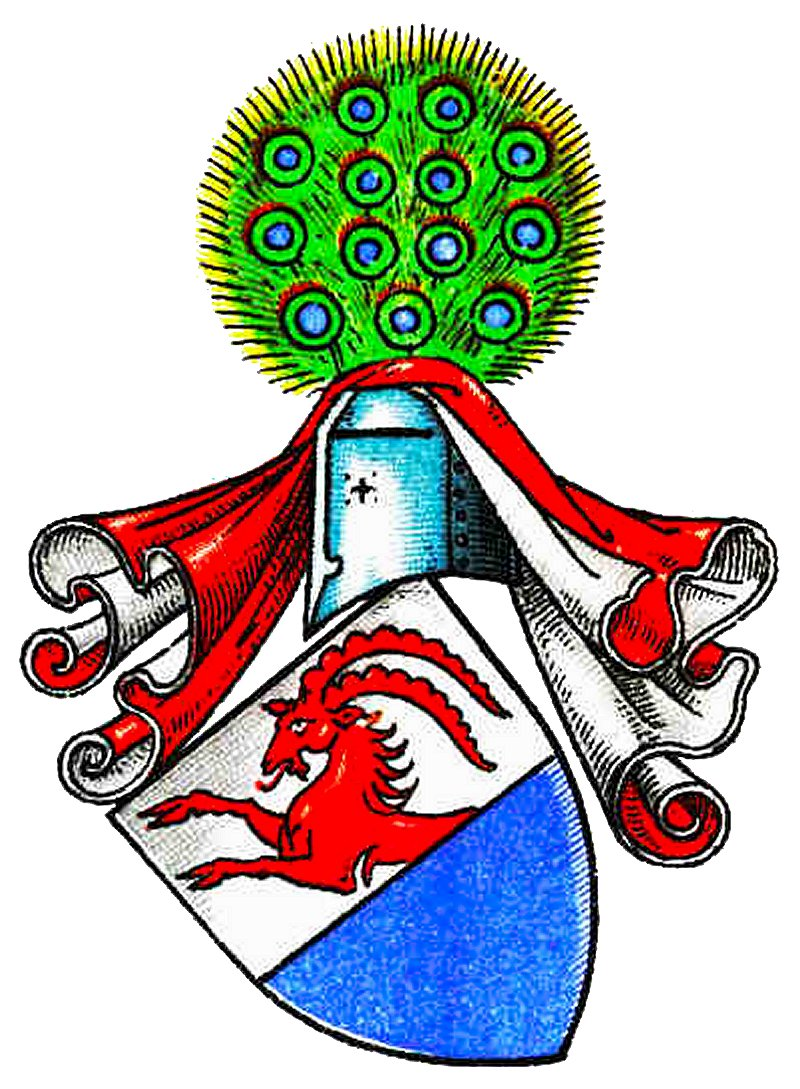
Wappen derer vom Berge und Herrendorff

Sigismund Rudolph von Berge und Herrendorf war Angehöriger des schlesisch-niederlausitzischen Uradelsgeschlechts Berge und Herrendorff. Er war ein Sohn des Hans von Berge und Herrendorf (1691–1739), Landesältester, Erbherr auf Nieder-Herrendorf, Leschkowitz und Globitschen und dessen Ehefrau Sophie Tugendreich (1699–1751), geb. von Berge aus dem Haus Niebusch. Am 17. November 1735 immatrikulierte er sich gemeinsam mit seinem älteren Bruder Hans Christoph (* 1718) an der Universität Frankfurt (Oder). 1740 trat er dem preußischen Heer bei und diente dort bis zum Jahr 1746 im Infanterie-Regiment von Schwerin. Später wurde er Kreisdeputierter, was für Jahr 1752 nachweisbar ist. 1757 wurde er Nachfolger von Wenzel Friedrich von Stosch als Landrat im Landkreis Glogau, der das Amt zuvor aufgegeben hatte. Das Amt als Landrat übte er bis zum Jahr 1763 aus, Nachfolger wurde 1765 George Oswald von Czettritz und Neuhaus. Im April 1769 wurde er Kammerherr beim Prinzen von Preußen und im April 1776 Landschaftsdirektor im Fürstentum Glogau. In Ober-Herrendorf amtierte er ab 1789 als 14. Senioratsherr und war ferner Landesältester, bevor er 1798 starb.

## Persönliches
Sigismund Rudolph von Berge und Herrendorf übernahm 1746 das Gut Nieder-Herrendorf von seinem Vater, für das er im September 1752 um Allodifikation bat. Er war insgesamt drei Mal verheiratet.
- 1. Ehe seit dem 25. Mai 1751 in Krain mit Anna Hedwig (1731–1752), geb. Gräfin von Schweinitz.[1]
- 2. Ehe seit 1753 in Wuthenow mit Helena Elisabeth (1735–1774), geb. von Knobelsdorff aus dem Haus Wuthenow.[1]
- 3. Ehe seit dem 11. November 1775 in Ober Herzogswaldau mit Anna Henriette Charlotte († 1798), geb. von Freiin von Dyhern aus Herzogswaldau.[1]